# Landwirtschaft im Alten Ägypten

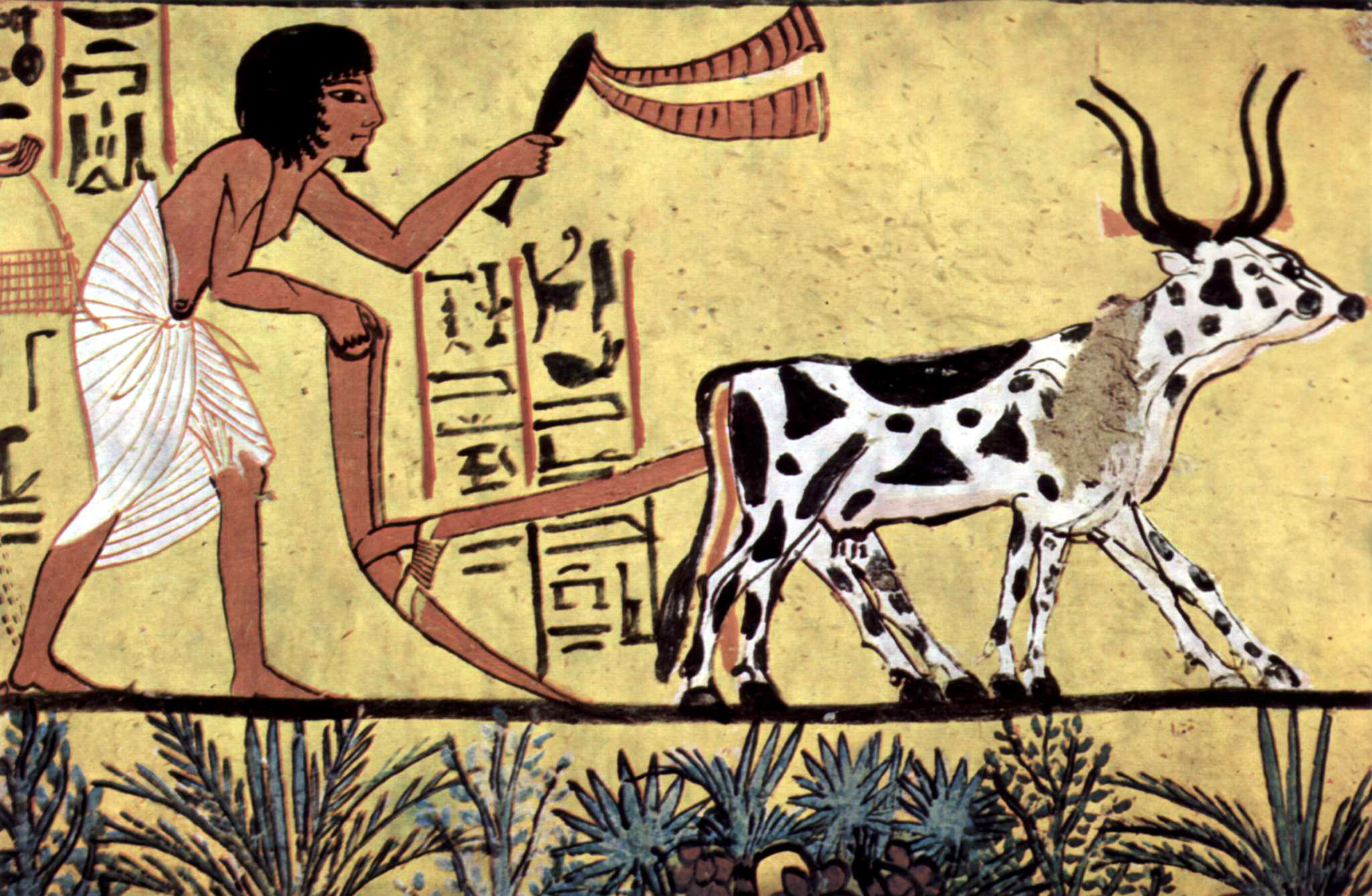
Aus der Grabkammer des Sennedjem, Szene: Pflügender Bauer, um 1200 v. Chr. (19. Dynastie)

Die Landwirtschaft im Alten Ägypten bildete die wirtschaftliche Grundlage für die dortige Hochkultur. Sie war geprägt durch die Nutzung der Nilschwemme.

## Geografische und klimatische Grundlagen
Die historisch fruchtbaren Gebiete Ägyptens waren im Wesentlichen auf die engen, von der Nilschwemme erreichten Uferzonen beidseitig des Flusses begrenzt. Die jährliche Schwemme versorgte das Gebiet, im Gegensatz zu der umgebenden Wüste, mit Wasser sowie fruchtbarem Schlamm und verhinderte eine Versalzung des Bodens, wie er in künstlich bewässerten Gebieten droht. Künstliche Bewässerung ist aus dem Alten Ägypten vor allem aus den Oasen bekannt, jedoch kaum am Nil. Von der Mitte des 2. Jahrtausends an wurde sie auf der Grundlage des neu eingeführten Schaduff im begrenzten Umfang im Gartenbau genutzt. Erst ab der ptolemäischen Zeit weiteten sich dank der Erfindung des Schöpfrads die bewässerten Fläche aus, erreichten aber nie annähernd die Ausdehnung der natürlich gefluteten Agrarflächen.
Die natürliche Wasserführung des Nils war geprägt durch die Flut ab Juli. Auch der Jahresanfang des ägyptischen Kalenders war seit frühester Zeit am Eintritt der Nilüberschwemmung ausgerichtet. Die Nilschwemme ist vorhersehbar und tritt immer zur gleichen Jahreszeit auf, Beginn und Ende können sich um wenige Tage verschieben. Entscheidend ist die Wassermenge, die großen Einfluss auf die Landwirtschaft hat. Der Nilpegel stieg bei Assuan ab Juni an und erreichte im August seinen Höchststand, die Flutwelle erreichte das Nildelta etwa zwei Wochen später. Die Getreidefelder blieben sechs bis acht Wochen überflutet. Herodot berichtet, dass der Beginn der Nilschwemme zur Zeit der Sommersonnenwende stattfand – das war zu seiner Zeit im 5. Jahrhundert v. Chr. um den 22./23. Juni. Die Jahreszeit der Überschwemmung wurde im ägyptischen Kalender Achet genannt. Die Aussaat erfolgte unmittelbar danach auf dem durchfeuchteten Boden, die Ernte konnte und musste schon nach rund drei Monaten erfolgen, bevor die sommerliche Hitze einsetzte.
Die Nilschwemme erzeugte verschiedene Ökosysteme. So entstanden je nach Fluthöhe und Geografie flache Seen und Sümpfe jenseits der eigentlichen Ackerbauzone unmittelbar am Ufer. Dort wurden Fischfang und Viehwirtschaft betrieben. Höhenlagen über der Flutlinie wurden vor allem für Gartenbau, Obstbaumwirtschaft, Holzgewinnung und Pastoralismus genutzt. Auf den regelmäßig überfluteten, flussnahen Geländestreifen wurde intensive Getreidewirtschaft betrieben. Höhere Gebiete wurden in Jahren mit hohen Fluten in den extensiven Getreideanbau einbezogen. Das ausgedehnte, aber nur von einer dünnen Schlammschicht überzogene Delta diente vor allem der extensiven Viehhaltung, der Fischerei und dem Gartenbau.

## Feldfrüchte
Bis zur griechisch-römischen Zeit waren Gerste und Emmer die wichtigsten Feldfrüchte Ägyptens, wobei zunächst Gerste, ab dem Neuen Reich aber Emmer dominierte. Weitere wichtige Feldfrüchte waren Ackerbohnen, Erbsen, Wiesen-Sauerampfer und Melonen, dazu verschiedene Viehfutterpflanzen und Lein als wichtigster Ausgangsstoff für Textilien. Fruchtwechsel war insbesondere auf geringwertigen Böden üblich.
Von 1600 v. Chr. an nahm aufgrund neu entwickelter Entwässerungstechniken der Garten- und Plantagenbau einen Aufschwung. Dabei spielte der Anbau von Datteln eine zentrale Rolle, vermutlich auch wegen der gegenüber dem Getreide antizyklischen Kulturfolge, so dass beide Früchte gegenseitig Missernten ausgleichen konnten. Angebaut wurden als Obst auch zuvor bereits Weintrauben, Feigen, Persea, Johannisbrotbaum, Pflaumen, und Christusdorn. Mit der neuen Bewässerungstechnik kamen Mandelbaum, Granat- und Kulturapfel hinzu. An Gemüse wurden Knoblauch, Zwiebeln, Gartensalat, Sellerie und Melone angebaut. Auch der Anbau von Blumen war verbreitet. Es entwickelte sich eine vielfältige Gartenbaukultur. Wein wurde zunächst als Luxusgut für die Reichselite und nur in reichseigenen Gütern produziert. Erst vom Neuen Reich an scheint sich der Anbau auf privates Agrarland ausgeweitet zu haben und Wein für eine breitere Oberschicht und selten auch für die einfache Bevölkerung zugänglich geworden zu sein. Ähnliches galt für den Olivenbaum, der erst im Neuen Reich überhaupt aufkam, und seine Produkte.

## Grundeigentum und Arbeitsorganisation
Erste Spuren von Landwirtschaft lassen sich in Ägypten bis ins späte 8. Jahrtausend v. Chr. zurückverfolgen. Aussagen zu Organisationsformen lassen sich aber erst für wesentlich spätere Zeiträume fassen.
Im Alten Ägypten existierten verschiedene Formen von Grundeigentum und Arbeitsorganisation. Neben Flächen im Eigentum von Institutionen, wie Tempeln oder dem Haushalt des Herrschers, existierten sowohl Güter als wirtschaftliche Investitionen von Mitgliedern der Elite sowie einer gewissen Mittelschicht von "Agrar-Investoren" als auch von Bauernhaushalten bewirtschafteter kleinerer Privatbesitz. Überlieferungen befassen sich vornehmlich mit dem Landbesitz von Institutionen und Investoren, so dass sich heute nur noch schwer Aussagen über die kleinbäuerliche Landwirtschaft treffen lassen. Vermutet wird, dass Institutionen und Gutsbesitzer aufgrund ihres Kapitals und des Zugriffs auf Arbeitskraft stärker auf Arbeitsmannschaften und Zugtiere mit dem Ritzpflug zurückgriffen, während Kleinbauern in erster Linie mit der Hacke arbeiteten. Dazu passt, dass Kleinbauern wohl vor allem auf den vergleichsweise leicht zu bearbeitenden und ertragsstarken Überschwemmungsflächen tätig waren, während sich der institutionelle Grundbesitz auf den erheblich größeren, nur selten überfluteten Hochflächen konzentrierte. Dort waren die Böden mechanisch schwieriger zu bearbeiten und zum Teil nur extensiv für den Getreideanbau verwendbar, was den Einsatz des Pfluges nötig machte.
Besser dokumentiert sind hingegen die Veränderungen in der Organisation der institutionellen Landwirtschaft. In der Frühdynastik und im Alten Reich schufen die Pharaonen eine geordnete Struktur ihrer Ländereien, die in "Hütten" und "Großen Hütten" organisiert waren. Zudem beschenkten sie Tempel mit größeren Ländereien von bis zu 100 ha. Nach dem Zerfall des Reiches in der Ersten Zwischenzeit wurde im Mittleren Reich einerseits das System der "Hütten" teilweise neu errichtet, teilweise durch andere Systeme ersetzt und zudem Beamte in den Provinzen mit Rinderherden ausgestattet, aus denen sie Naturallieferungen zu erbringen hatten. Andererseits gibt es Belege für zunehmendes Privateigentum. Dieses Privateigentum mit einer markt- und exportorientierten Landwirtschaft scheint sich im Neuen Reich durch die verbesserten Bewässerungsmethoden ausgeweitet zu haben. Zudem wurden solche Produkte und auch Getreide von der Krone und von Tempeln als Abgaben wohlhabender Privatleute eingezogen. Große Vorratslager auch für die Verteilung von Getreide im Land sind für das Neue Reich nachgewiesen. Die eigene Bewirtschaftung von Ländereien durch die Krone und Tempel scheint in dieser Zeit zurückgegangen zu sein. Sowohl unfreie Zwangsarbeiter und Kriegsgefangene auf institutionellem Land, die feste Abgaben abzuliefern hatten, sind für das Neue Reich überliefert als auch Großbauern und Agrarunternehmer, die die Agrarflächen im Auftrag der Institutionen bewirtschafteten. In der Niedergangsphase des Neuen Reiches nahm der landwirtschaftliche Einfluss der Tempel zu, wohl weil die Pharaonen diese als Stabilitätsanker ansahen und ihnen größere Ländereien überließen.

## Ältere Forschungsansätze
Bis zur Erforschung des Zweistromlandes durch die Archäologie galt Ägypten als das älteste Zentrum und damit auch als Ursprung menschlicher Zivilisationen. Tatsächlich gab es bereits in der Zeit um 3000 v. Chr. Kornspeicher in Ägypten.
Leonid Grinin, der als Vertreter der Theorie von der Neolithischen Revolution gilt, ging davon aus, dass die erste Kultivierung von Getreide auch im Alten Ägypten stattfand. Heute wird diese Leistung im Präkeramischen Neolithikum B der Levante von etwa dem 9. Jahrtausend v. Chr. an verortet.

## Biblische Überlieferungen
Das 1. Buch Mose berichtet von Josef, der sich im Gefängnis als Traumdeuter hervortat  und auch Träume des Pharaos deutete. Dieser Josef wird schließlich ein erfolgreicher Händler: In sieben ertragreichen Jahren sammelt er alle Getreidevorräte in Kornspeichern. Als eine Dürre einsetzt, verkauft Josef den Ägyptern das gesammelte Korn. Dann tauscht er Getreide gegen Vieh, später gegen Land der Ägypter, und am Ende werden die Bauern zu Leibeigenen des Pharao. Er führt ein Gesetz ein, dass die Ägypter weiterhin das Feld bebauen, als Gegenleistung jedoch 20 % des Ertrags an den Pharao entrichten sollen.

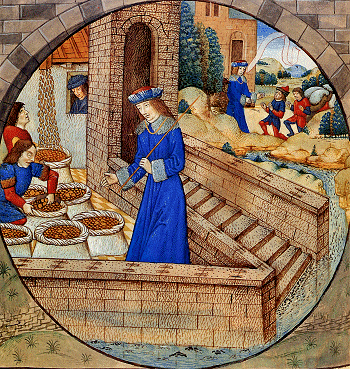
Bibelillustration aus dem 15. Jahrhundert: Joseph beaufsichtigt das Sammeln der Getreidevorräte

Diese biblischen Erzählungen hatten in christlichen Staaten großen Einfluss auf die Vorstellungen vom Alten Ägypten. Seit dem 18. Jahrhundert wurde die Bibel als historisch gewachsenes Buch wahrgenommen und untersucht.

## Saisonale Bewässerung

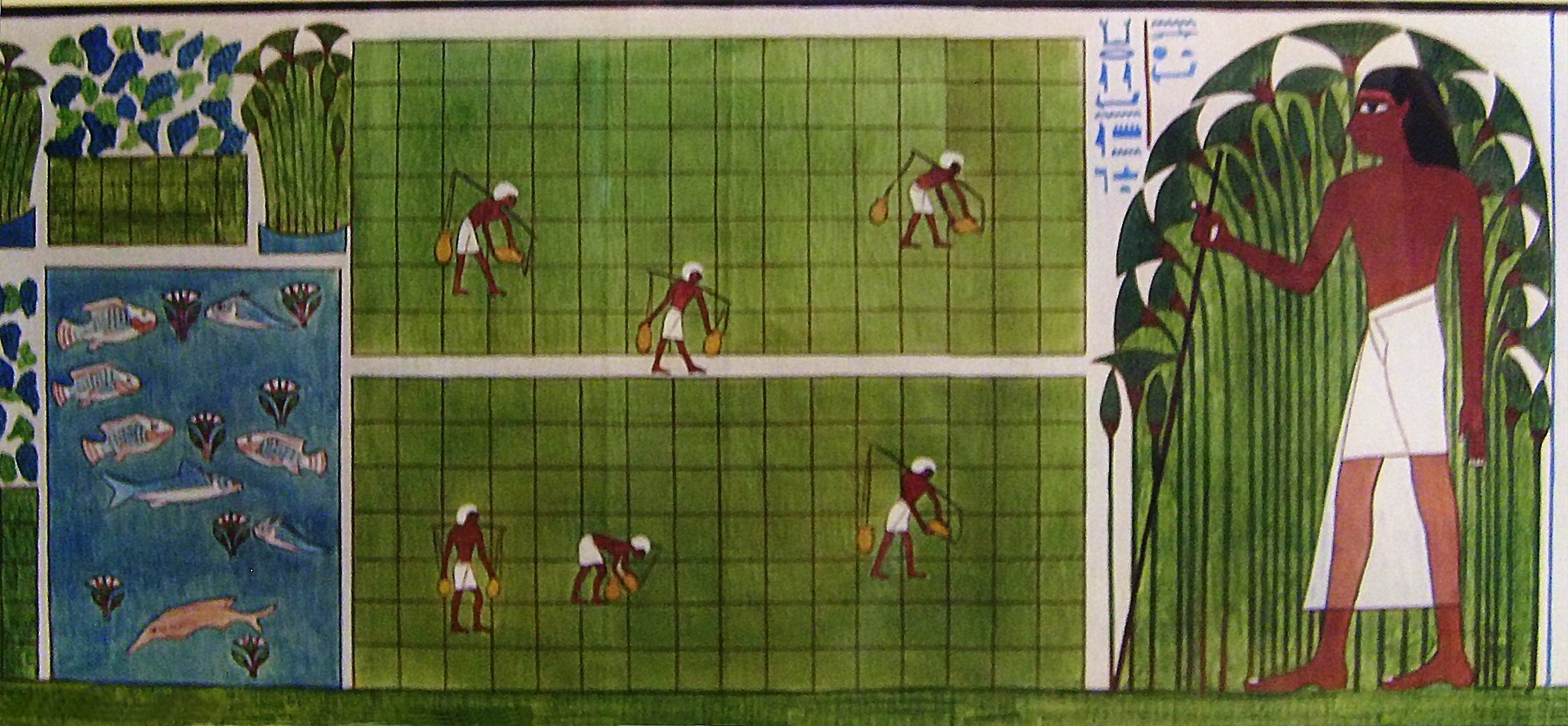
Darstellung aus dem 14. Jahrhundert v. Chr. am Tempel von Karnak

Die Ägypter entwickelten ein Bewässerungssystem, um die Trockenperioden zu überbrücken. Zunächst entstanden kleine Gräben zu den einzelnen Gärten. Später wurden die landwirtschaftlich genutzten Flächen in Überschwemmungsbassins aufgeteilt, die jeweils 2 bis 200 km² groß sein konnten. Sie wurden mit Dämmen umgeben und mit Zu- und Abflusskanälen ausgestattet. Die Bassins wurden einmal jährlich zur Zeit des höchsten Wasserstandes der Nilschwemme geflutet und dann für ca. sechs Wochen geschlossen, damit der Schlamm sich absetzen und der Boden durchfeuchtet werden konnte. Anschließend wurde das restliche Wasser in benachbarte, tiefer liegende Becken und in den schon wieder fallenden Nil abgelassen. Unmittelbar nach dem Ablassen der Bassins erfolgte die Aussaat. Einige Darstellungen deuten darauf, dass auch Fischfang betrieben wurde.